# Плавание в ластах на Всемирных играх 1993
Плавание в ластах на Всемирных играх 1993 включало розыгрыш четырнадцати комплектов медалей.

## Призёры

### Мужчины
| Дисциплина        | Золото        | Серебро         | Бронза        |
| ----------------- | ------------- | --------------- | ------------- |
| 50 м, апнеа       | Давид Ланди   | Ари Пальве      | Сами Сорри    |
| 100 м в акваланге | Ари Пальве    | Сами Сорри      | Свен Галлаш   |
| 100 м в ластах    | Лука Тонелли  | Давид Ланди     | Сами Сорри    |
| 200 м в ластах    | Лука Тонелли  | Стефан Парт     | Свен Галлаш   |
| 400 м в ластах    | Эдвин Кантерс | Мартин Бочински | Андерс Томсен |
| Эстафета 4х100 м  | Италия        | Финляндия       | Дания         |
| Эстафета 4х200 м  | Дания         | Финляндия       | Чехия         |

### Женщины
| Дисциплина        | Золото           | Серебро        | Бронза        |
| ----------------- | ---------------- | -------------- | ------------- |
| 50 м, апнеа       | Зузана Мандикова | Лорена Бальди  | Беата Бёмиш   |
| 100 м в акваланге | Мириам Виллетт   | Астрид Бернард | Селин Карел   |
| 100 м в ластах    | Лорена Бальди    | Кристина Нурк  | Беата Бёмиш   |
| 200 м в ластах    | Кристина Нурк    | Марика Темели  | Жужа Чик      |
| 400 м в ластах    | Мириам Виллетт   | Кристина Нурк  | Марика Темели |
| Эстафета 4х100 м  | Эстония          | Венгрия        | Франция       |
| Эстафета 4х200 м  | Венгрия          | Италия         | Франция       |